# 洪水

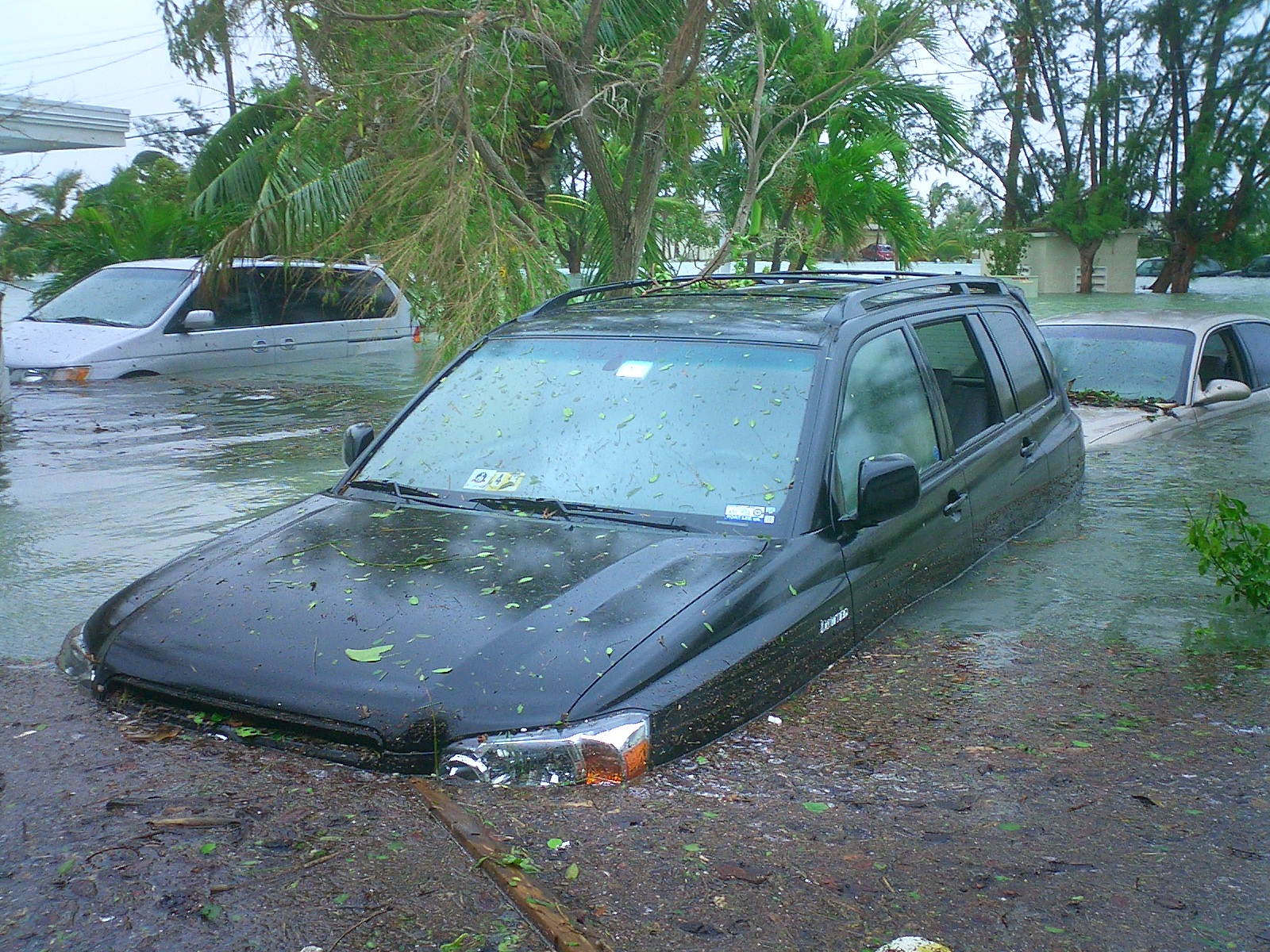
2005年10月，在美國佛羅里達州基韋斯特由颶風威爾瑪風暴潮造成的洪災

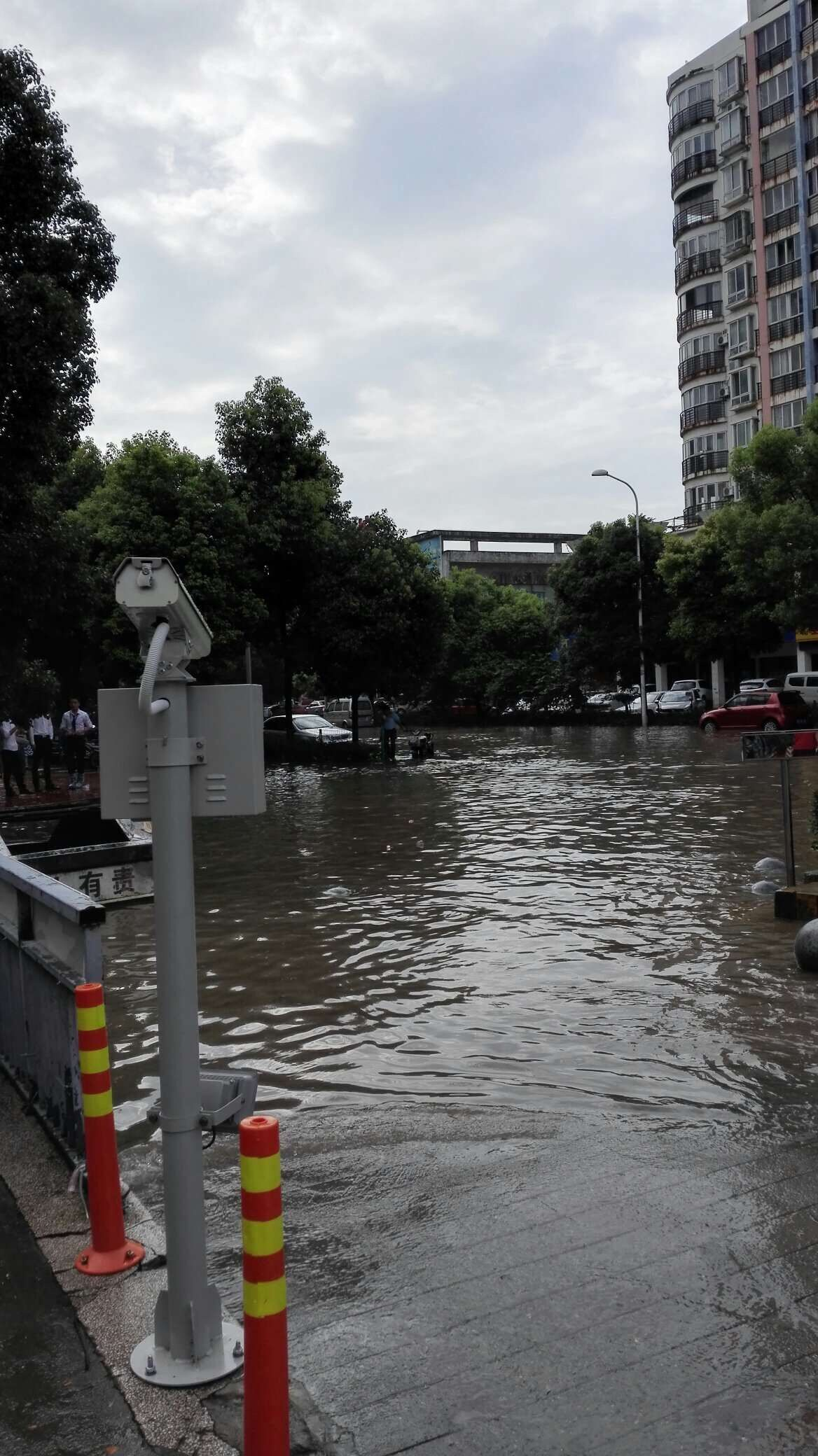
2016年中国南方水灾湖北武汉市情况

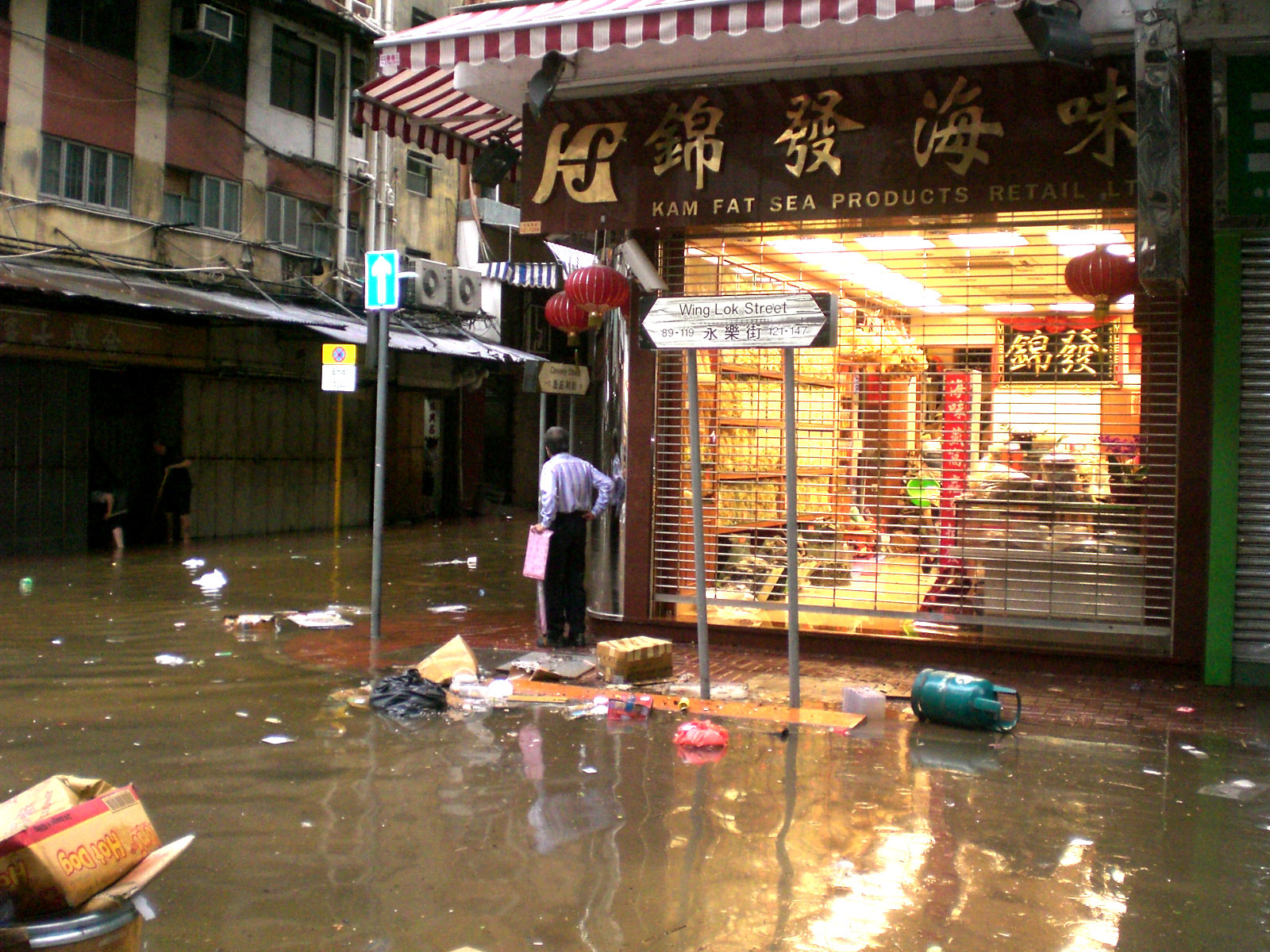
水浸之後的香港街景

洪水是一种自然灾害，指河流、湖泊、海洋所含的水体上涨，超过常规水位的水流现象。洪水常威胁沿河、湖滨、近海地区的安全，甚至造成淹没灾害。
洪災是因自然降水过量或排水不及时造成的人员伤亡、财物损坏、建筑倒塌等现象，洪災發生時不單會淹浸沿海地區，更會破壞農作物、淹死牲畜、沖毀房屋。此外，氾濫使商業活動停頓、學校停課、古蹟文物受損、水電瓦斯供應中斷，更會污染食水及傳播疾病。
洪水一般会给人类带来灾难，因此常稱為洪災，如黄河與恒河下游地区泛滥成灾，造成巨大的损失。另一方面，卻也有一些洪水現象會给人类带来益处，如尼罗河定期的泛滥，给下游三角洲平原带来大量肥沃的泥沙，有利农业生产。

## 名称
「洪水」一詞一說取自一河川名，其源流大約在今日中國河南輝縣（舊名「共」）及其東鄰各縣境內，「洪水」與淇水會合後流入黃河。當地黃河轉折處的北岸，正是黃河水患開始的地方。該處起源於輝縣的為共、龔、段三姓。一種說法稱古代中國大禹所治之水，即在今日輝縣境內，大概以當時的人力物力，尚不能治理江河。因此「洪」一字即源自輝縣舊稱「共」，「洪水」也就是「共地之水」。

## 洪災的類型
- 暴雨洪水
- 山洪
- 泥石流
- 融雪洪水
- 冰凌洪水
- 溃坝洪水
- 湖泊洪水
- 风暴潮
- 海啸
- 內澇

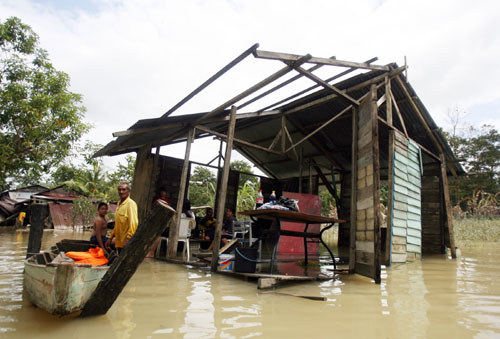
2006年12月马来西亚哥打丁宜遭洪水袭击

暴雨洪水、山洪、泥石流、融雪洪水、冰凌洪水和溃坝洪水均发生在江河，称为河流洪水。天文潮、风暴潮和海啸均发生在沿海地区，称为海岸洪水。

## 成因
在正常的情況下，水會在河道內流動，或儲存在湖泊、土壤或海洋裡。但流動的水量並不常常一樣。當水流突然增加時，就被稱為「洪」。若河洪太大，而河道又未能容納所有水時，洪水便會溢出河道，淹沒附近地方，造成洪災。
雨水是洪水最重要的來源。下雨時，雨水流入河道，使河水增加，因此，如果一地的降雨量很多，而又持續一段長時間的話，便可能出現洪災。城市中雨水積聚又稱為內澇。
此外，雪是洪水的第二大來源。某些地方山上的冰雪溶化，流入河道，大大提高河流流量。
在沿海地區，海上的風暴大浪也是洪水的來源之一。夏季時，活躍的颱風會為這些地區帶來大量雨水。有時強風更會把海水推向沿海地區，造成嚴重的水災。

### 自然因素
- 瞬間雨量或累積雨量，超過河道的排放能力
一般來說，如果一地有持續的大雨，發生洪災的可能性便會增加。受季風影響的國家，氣候變化很大。夏季時，潮濕的季風會為當地帶來大量雨水。當大雨持續，而河道又未能容納所有水時，洪水便會溢出河道，造成水災。此外，暴風亦會造成沿海地區氾濫。它暴風把海水推向沿海地區，造成風暴大浪，沿海地區會因此而被水淹沒。
- 可用的滯洪區的容積減少
湖泊面積減少亦可以是洪災發生的原因之一。湖泊可以說是一個緩衝區，若河水滿溢，湖泊可以儲存過多的河水，以及調節流量。因此，若湖泊的面積減少，它們調節河流的功能也會隨之下降。
- 河道淤積，疏於疏浚
有些河流會運載大量沉積物。河流中的砂石到達下游時便會沉積，令河床變淺，河道淤積，容量因而減少。當遇上大雨時，洪水便會溢出河道，造成洪災。
- 天體引力引發天文潮，或地震引發海嘯
引起海水倒灌，淹沒低窪地區，或是順著河道逆流。
- 溫室效應所引起的全球暖化現象
特點是豪大雨發生頻率增加、或是熱帶性低氣壓或颱風帶來的瞬間雨量變多。另外因全球氣候變遷所導致的全球海水面上升亦會增高水位基準面，導致防洪設施的功能減損。

### 人為因素
- 濫墾濫伐，水土流失
由於樹木可以固定水土，伐林會導致土壤的吸水能力減弱、土表因失去植被保護而加速侵蝕，因此每逢下雨，雨水、砂土便迅速流往下坡，流入河道，造成淤積，發生洪災的可能便會增加。除了伐林外，不良的耕作方式和在山坡上過量放牧，也使土地失去植被的保護，加速斜坡土壤侵蝕的現象。
- 與水爭地
城市建設、農村圍湖造田導致河道、湖泊等水域面積縮小，因此當瞬間雨量較大時，雨水只能湧向面積本來不大的水域，導致積水無法排盡，甚至出現倒灌，產生水浸的風險。
- 地層下陷，或堤防係豆腐渣工程
養殖漁業或其它因素，導致超抽地下水，引發地層下陷。或是濫用生態工法或偷工減料，導致堤防的強度不如預期。
- 高度都市化，地面硬化
高度都市化的結果是地表被瀝青（柏油路）或水泥所覆蓋，導致雨水無法經由滲透方式流入地底，因此增加排水系統與河川排放雨水的負擔，導致內澇。
- 資金管理問題
建設資金的城鄉分配不均、重都市景觀工程卻輕忽水利，某些地方政府為了眼前利益，輕視水利工程。把錢大量投在城市，獲得的效益往往立竿見影，官員可以迅速累加政績，例如，花大價錢營造城市景觀，可以美化市容，改善投資環境，帶動房地產開發等。但把錢投在水利，獲得的效益的週期較長，不能給官員帶來直接的、看得見的利益。[3]

## 發生的地方
洪災通常會發生在海岸平地和河盆。由於這些地方的地勢較低，若大雨持續的話，河水便會上漲，淹蓋河岸兩旁的土地，造成洪災。中國主要的河流，如長江、黃河、汉江、珠江等沿海地區，洪災十分嚴重。一些欠發達國家如菲律賓、印度、巴基斯坦、孟加拉和泰國等地，水災亦經常發生，造成嚴重破壞。
歐洲的德國和荷蘭亦經常受著萊茵河氾濫的影響，而美國的密西西比河也時有氾濫。
洪災發生季節與氣候密切相關，如季風亞洲多發生在夏季、歐洲冬雨區多發生在冬季，反之則屬罕見現象，如2013年6月法國南部的夏季洪水、2013年12月海南島的冬季洪水。

## 影響

### 直接損失
洪水的直接效应包括有人员伤亡、建筑毁坏（如大楼、桥梁、下水道系统、公路、运河）等。
基础设施的损害还常会造成电力传输和发电系统的损害，甚至引起连锁反应造成大面积断电。洪水还会损害饮水处理和供应，从而造成饮用水短缺。洪水可能破坏排污设施，还有可能严重污染水源。未处理的生活污水混合洪水会造成水传疾病（比如伤寒，霍乱，贾弟虫，隐孢子虫，以及一些和事物地点有关的疾病）的产生概率大涨。
道路和交通设施的损坏还会影响调动物资和紧急医疗救助到受灾地区。
洪水还会淹没田地，妨碍农作物种植或采收，从而造成人类和家畜的食品短缺。严重时甚至可能造成整个国家的歉收。一些树木可能无法在根部被长期浸泡的情况下存活。

### 間接損失
严重的洪灾常常会使得旅游业临时性萧条，灾后重建费用高涨，或是食品价格因短缺而大涨，从而造成经济上的困境。洪灾的损失还有可能给受灾的人带来心理上的伤害，特别是对那些有死亡，重伤和严重财产损失发生的地方。

### 好处
洪灾（特别是那些更小更频繁的洪灾）也有可能带来好处，比如补充地下水，使土壤更肥沃，以及增加土壤中的营养成分。洪水甚至可以为那些全年降水分布极不平均的干旱和半干旱地区带来急需的水资源。淡水地区洪水对保持河流廊道地区的生态系统尤其重要，也对维持河漫滩地区的生物多样性具有非常重要的意义。洪水可以将营养成分传送到湖泊和河流中，从而在很多年内都能增加生物质和改善渔业。 
对于一些种类的鱼，淹没的河漫滩有可能形成非常适宜的产卵地，减少捕食者的出现，以及增加食物和营养。鱼类（特别是 天气鱼）利用洪水来转移到新的栖息地。鸟群也会因为洪水带来的食物增加而扩大。
周期性的洪水是一些大河两岸的古代社区的福音，比如两河流域，尼罗河流域，印度河流域，恒河流域，黄河流域等地。洪水易发区的风能（一种可再生能源）潜力也更高些。

## 預防措施

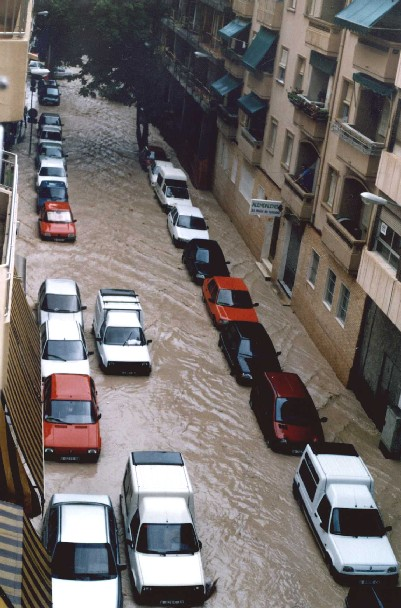
1997年秋季發生於西班牙阿利坎特的地中海氾濫

湖泊能調節河流的流量，因此，增加湖泊的儲水容量便可減少洪災發生的可能。可是，湖泊的儲水量仍然有限，為了調節河流流量，可以在河流修築水壩，並在水壩前面興建人工湖。就好像在中國的長江流域內，就有超過4萬個人工湖，儲水量逾1,370億立方米。
河水外溢的控制亦非常重要。可以在河流的兩旁建築堤壩，防止河水外溢，保護陸地的城市免受氾濫的破壞。
除此之外，增加河水流動的速度亦可以避免洪災的發生。如果河水流動的速度增加，河水外溢的可能便會減少。有很多地方均有在常造成水災的河道進行拉直的工程，疏導河水，增加流速，以防洪災的發生。
要根治洪災，就必須保存河流上游的自然植被，立例管制伐林，並種植更多樹木，可以抓緊土壤，防止淤積物被沖往下游，避免河流下游有過多沉積物。

## 洪水预报
能够预测洪灾的发生可以及早做出防洪措施和发布洪水警报。 比如，农民们可以将家畜从低洼地带移走。公用事业也可以预备紧急备用设备。紧急服务也可以提前储备足够的紧急援救物资。
为了给航道做出最精确的洪水预报，对与过去降雨事件相关的径流最好是有一个长期的历史数据。这个历史数据信息还要和集水区容量实时数据（比如水库富于库容，地下水水位，蓄水层饱和程度）相结合才可能得到最精确的洪水预报。
雷达估测的降雨和普通天气预报技术也是提高洪水预报精确度的重要要素。在数据质量高的地方，洪水的高度和强度可以被比较精确的预报出来，并留有大量的提前期做准备。洪水预报的结果一般包括最高预期水位和洪峰预期到达航道沿线重要地点的时间。预报也可能给出洪灾的统计的可能重现期。在许多发达国家，城市区域按照百年一遇洪灾的标准（即在任意百年内发生洪灾的概率为大约63%）来防止洪灾风险。  
根据美国国家气象局（NWS）位于汤顿的西北河流预报中心（River Forecast Center，RFC），城市地区的一个通常洪水预测经验法则是非渗透表面要想开始显著积水至少需要1小时内有至少1英寸（25）的降雨。许多国家气象局的河流预报中心定常的发布山洪暴發指导和上游水位指导（Flash Flood Guidance and Headwater Guidance）。指导会告诉, 在段时间内要有多大的降雨量才可能造成山洪暴发或大流域性洪水。

## 计算机模拟
虽然计算机模拟是最近才发展起来的工具，理解和应用河漫滩的形成发展机制的尝试以及持续了六千多年。最近在计算机模拟洪水方面的进展使得工程人员摆脱了反复试错的方式，逐渐促进了整体工程结构的水平。最近以来多个计算机洪水模型已经被发展起来，有1维模型（比如模拟河道里测量的洪水水位）和2维模型（比如模拟整个河漫滩各处的洪水深度）。HEC-RAS模型（the Hydraulic Engineering Centre model，水利工程中心模型）是当前最流行的免费计算机模型。其他的一些模型（比如TUFLOW模型）结合了1D和2D的成分来推算河道和整个河漫滩的洪水深度。一直以来，计算机模拟的重点已经是绘制河流产生的和潮汐产生的洪水事件的地图。但是2007年英国的洪水使得人们开始重视地表水的洪泛。
在美国，一种将实时水文计算机模型与诸多观测数据集成起来的方法被用来生成日常或所需的水文预报。常用的观测数据来源有美国地质调查局（USGS），几个协同气象观测网 ，一些自动气象站，NOAA业务水文遥感中心（NOHRSC），一些水力发电公司等等。这些观测数据与降雨或融雪的定量降水预报（QPF）相结合被使用在水文预报中。美国国家气象局和加拿大环境部合作预报加拿大和美国的水文，比如对圣劳伦斯航道区域的预报。

## 神话和宗教中的洪灾
在全世界很多文化和宗教中都有灭世大洪水的传说。比如《吉爾伽美什史詩》、《圣经》。

## 各地大型水災

### 亞洲

1975年8月河南“75·8”水库溃坝洪水淹没范围

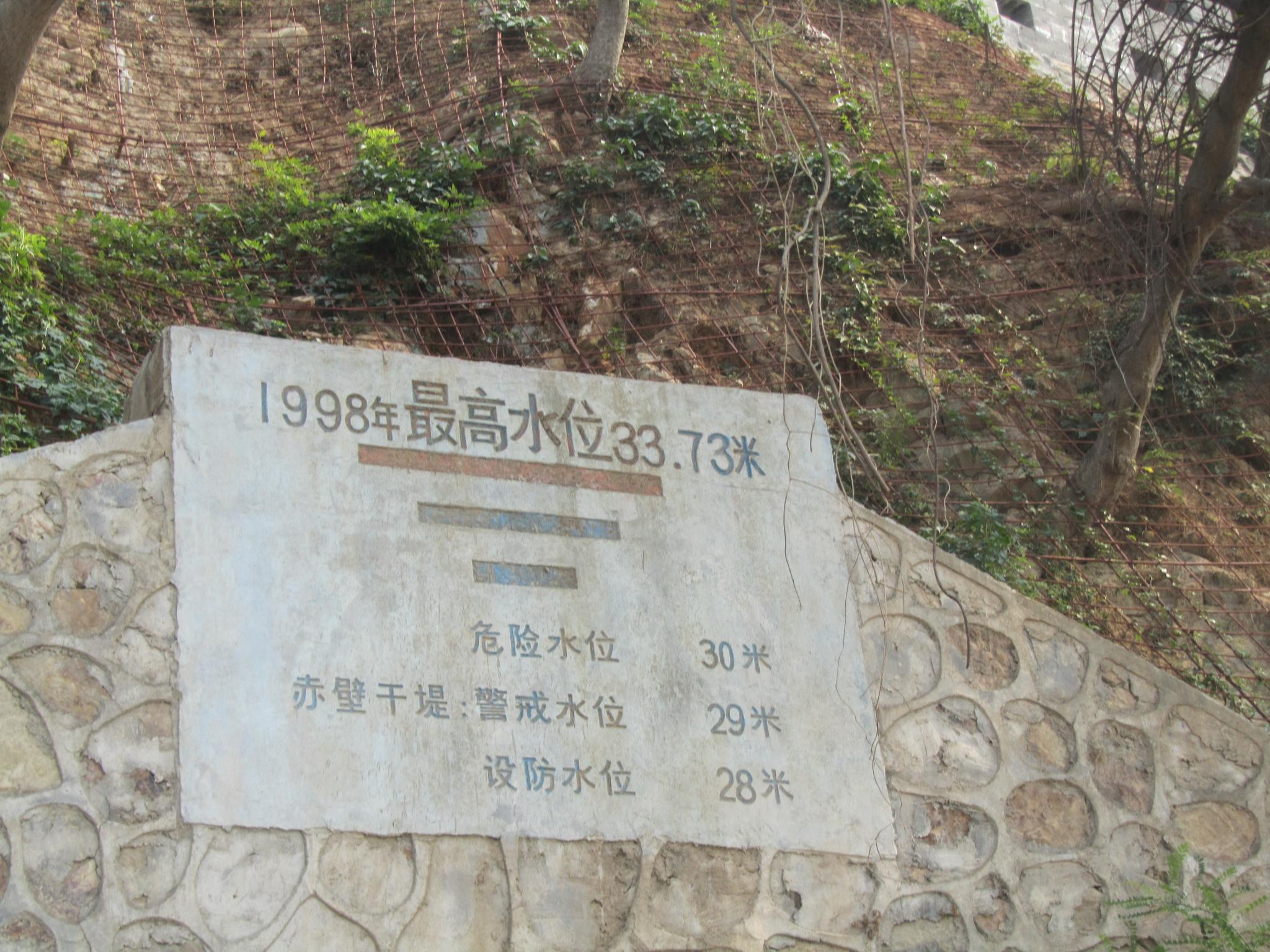
长江堤岸的一块指示牌，记载了此处1998年洪水的最高水位。

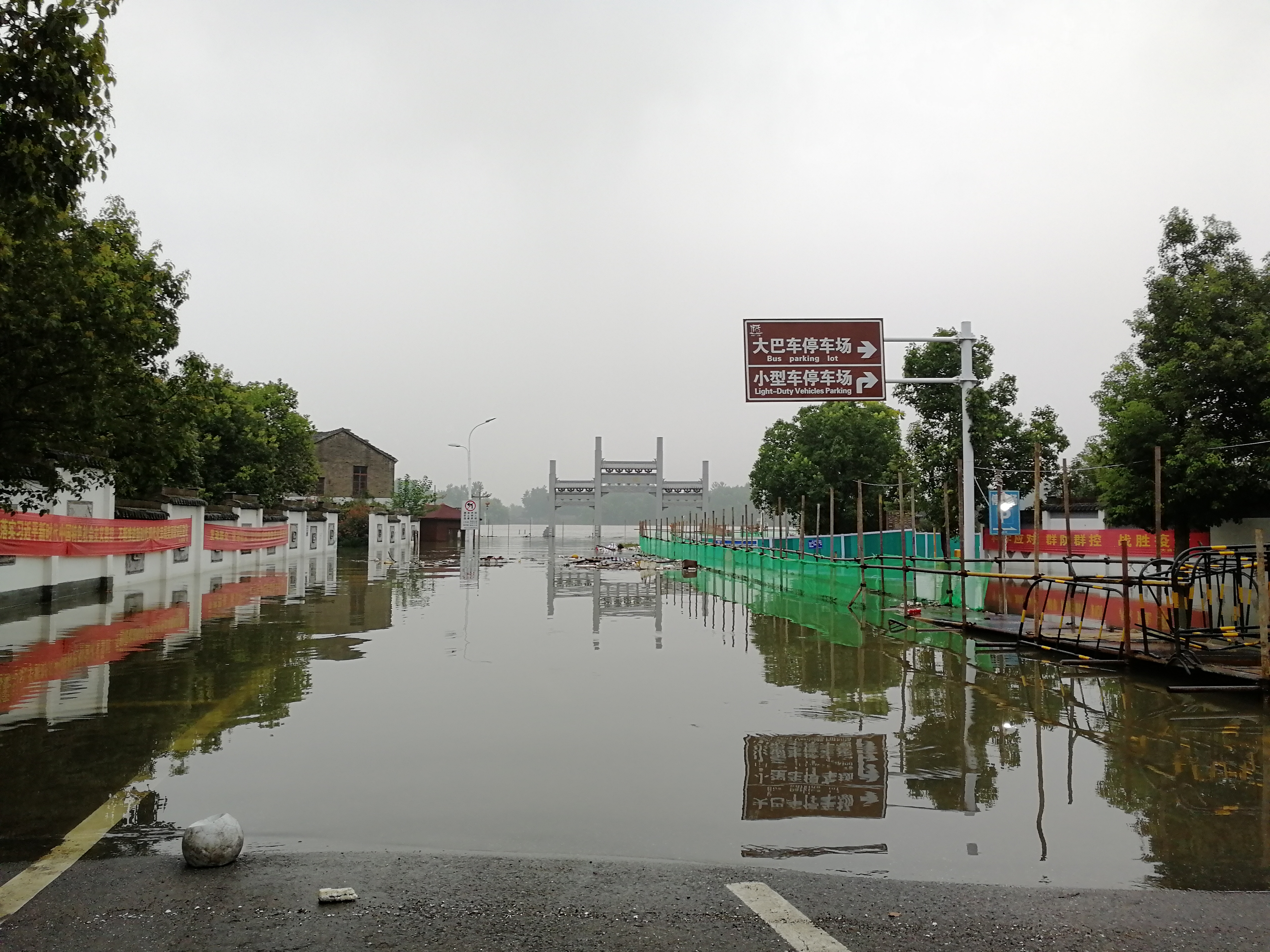
2020年中国南方水灾期间被淹没的铜陵大通古镇

- 公元前1922（±28）年，因为一场大地震引发黄河在现今青海省循化县积石峡被拦腰截断，黄河水被蓄积了6-9个月形成蓄水120-170亿立方米的巨型堰塞湖，水位最终漫过堰塞坝形成总溃决，整个洪水在大概55公里的河道长度内迅速下降了110-135米，大概释放了120亿立方米，洪峰流量40万立方米/秒，大约7倍于98年长江大洪水，引发了整个中国华北平原被淹没。[20]这是有据可查地球全新世时期（公元前9700年至今）排名第一的大洪水。
- 1410年黄河泛滥是一场发生于明成祖永乐八年的自然灾害[21]，这一年秋，河堤决口，坏开封旧城，致使1.4万户人口罹难，淹没农田7500余顷，到十二月又坏城200余丈。[22]
- 1870年，长江最大的洪水，峰值是10万立方米/秒，万年一遇的标准
- 1887年中国河南郑州下汛十堡（今惠济区花园口镇石桥村）发生黄河决口[23]，致使200多万（一说93万；一说最保守估计150万；一说700万）人罹难。
- 1931年江淮大水是中国的几条主要河流如长江、珠江、黄河、淮河等都发生非常巨大的洪水[24]，官方报告死亡人数估计200万人[25]。
- 1939年8月至10月，因连续暴雨加上日军扒开河堤的因素，天津遭受严重水灾，天津市区百分之八十的地区被洪水所淹，超过10万间房屋被冲毁，八百多万人受灾，六十五万天津及其周边居民成为灾民。
- 1954年长江洪水，长江中下游、淮河流域，湘、鄂、赣、皖、苏5省有123个县市受灾，农田受淹4755万亩，受灾人口1888万人，死亡3万余人，京广铁路近100天不能通车。尤以湖北省受洪水的影响严重[26][27][28]。
- 1969年马来西亚居銮遭遇特大水灾，此水灾是居銮经历开埠后最大的一场洪水浩劫，造成惨重人命丧亡和难以估计的财物损失[29][30][31][32][33]。
- 1975年8月，台风尼娜为河南等地带来暴雨，最终引致河南“75·8”水库溃坝。驻马店地区板桥、石漫滩两座大型水库，以及数十座中小型水库同时垮坝溃决，造成29个县市被淹，1100万亩农田受到毁灭性的灾害，1100万人受灾，24万人死亡，倒塌房屋596万间，冲走耕畜30.23万头，猪72万头，京广线被冲毁102公里。2005年该事件被美国《探索频道》评为世界历史上最重大的人为技术灾难第一名[34]。
- 1983年7月31日，中国安康发生一场特大洪灾。[35][36][37]官方数据显示，此次洪灾导致安康几乎全城被毁，共造成870人死亡、89600人受灾，3.2平方公里被淹，经济损失4亿余元人民币。[35][36][37][38][39]
- 1991年華東水災，安徽省受灾人口达4800多万人、占全省总人口近70％，因灾死亡267人，农作物受灾面积430多万公顷，各项直接经济损失金额将近人民币70亿元。江苏省受灾人口达4200多万人、占全省总人口的62％，因灾死亡164人，农作物受灾面积300万公顷，各项直接经济损失金额人民币90亿元。
- 1998年，夏季，中國長江流域氾濫，為中國帶來嚴重的損失。連日來持續的大雨令洪災更為嚴重，造成自1954年以來最大的洪水。共有29個省、市、自治區都遭受了這場災難，受災人數上億，4150人死亡，近500萬所房屋倒塌，2000多萬公頃的中國土地被淹，經濟損失達1,600多億人民幣[40]。此次洪水暴露出许多水利工程质量低劣的“豆腐渣工程”，被总理朱镕基斥责并创造“豆腐渣工程”一词，也引发了公众对于“围湖造田”等环境保护问题的讨论。
- 2005年，12月19日，泰国南部地区的水灾死亡人数至27人，40万人患病。泰国当局把超过1万2千人疏散到地势较高的地区。[41]
- 2006年，1月3日，印尼东爪哇省潘蒂地区周末连降暴雨，并导致卡利普提河水决堤。洪水导致至少51人死亡， 许多人无家可归。[42] 1月4日清晨5点，暴雨引发泥石流，掩埋了中爪哇省一个村庄，造成至少200人死亡，100多座民居被毁。[43]
- 2009年，台湾因颱風莫拉克侵襲，為台灣南部帶來破紀錄的雨量以及慘重的災情，颱風來襲時適逢父親節故稱八八水災。
- 2012年7月21日至22日，北京及其周边地区遭遇61年来最强暴雨及洪涝灾害，死亡至少79人[44][45][46]。
- 2013年印度洪水
- 2016年中国南方水灾
- 2016年邢台洪灾
- 2018年寿光洪灾
- 2020年中国南方水灾。
- 2021年河南水灾
- 2023年京津冀暴雨

## 延伸阅读
[在维基数据编辑]
 《欽定古今圖書集成·曆象彙編·庶徵典·水災部》，出自陈梦雷《古今圖書集成》